# Beverina Productions
Beverina Productions ist ein deutsches Heavy-Metal-Label, das seit 1996 Tonträger veröffentlicht. Betreiber ist der gebürtige Lette Juris Šilders. Der Schwerpunkt des Repertoires liegt in den Bereichen  NSBM, Pagan und Black Metal.

## Veröffentlichungen (Auswahl)
- Alkonost – Tales of Wanderings (2015)
- Arafel – Skazki Starogo Lesa (2000)
- Bilskirnir – For Victory We Ride ...Bis Germanien erwacht (2001)
- Golden Dawn – The Art of Dreaming (2018)
- Grabnebelfürsten – Von Schemen und Trugbildern (2001)
- Graveland / Bialy Vitez – Ogien Wilczych Serc (2014)
- Hate Forest – Scythia (1999)
- Horrid – Evil's Birth 1989–2002 (2002)
- Immortal Rites – Beyond the Gates of Pain (2001)
- Impending Doom – Signum of Hate (1999)
- Nihil Novi Sub Sole – Nihil Novi Sub Sole (2017)
- Nordreich / Branstock – Des Blutes Mahnen / Heimat im Schlafe (2003)
- Sieg oder Tod / Ulfhethnar – Sieg oder Tod / Ulfhethnar (2002)
- Skyforest – Harmony (2018)
- Totenburg – Weltmacht oder Niedergang (2002)
- Uruk-Hai – Elbenwald (Rehearsal Demo 2000) (2000)
- Vinterriket – Gjennom Tåkete Skogen (2000)
- Wintergewitter – The Final Solution (2003)